# Mérenvielle
Mérenvielle är en kommun i departementet Haute-Garonne i regionen Occitanien i södra Frankrike. Kommunen ligger i kantonen Léguevin som tillhör arrondissementet Toulouse. År 2022 hade Mérenvielle 480 invånare.

## Befolkningsutveckling
Antalet invånare i kommunen Mérenvielle
Referens:INSEE